# Вейгул, Бронислава Эдуардовна
Бронислава Эдуардовна Вейгул (латыш. Broņislava Veigule; 1927—2007) — красильщица Рижского производственного трикотажного объединения «Сарканайс ритс» Министерства лёгкой промышленности Латвийской ССР, Герой Социалистического Труда (04.03.1976). Член КПСС с 1972 г.

## Биография
Родилась 17 сентября 1927 года в Латвии в бедной крестьянской семье.
После окончания средней школы работала секретарем сельсовета.
В 1954—1958 годах — ученица красильщицы трикотажного комбината «Саркана текстильниеце».
С 1958 года — красильщица Рижского производственного трикотажного объединения «Сарканайс ритс».
За высокие производственные достижения по итогам выполнения плана VIII пятилетки (1966—1970) награждена орденом Ленина (05.04.1971).
Указом Президиума Верховного Совета СССР от 4 марта 1976 года за выдающиеся успехи в выполнении заданий девятой пятилетки, принятых социалистических обязательств, большой творческий вклад в увеличение производства товаров народного потребления и улучшение их качества присвоено звание Героя Социалистического Труда с вручением ордена Ленина и золотой медали «Серп и Молот».
С 1979 года мастер смены красильного цеха Рижского производственного трикотажного объединения «Сарканайс ритс».
Депутат Верховного Совета Латвийской ССР 8—10-го созывов (1971—1985), член Президиума Верховного Совета Латвийской ССР. Делегат XXV съезда КПСС (1976).
Жила в Риге. Умерла 17 августа 2007 года.